# Guilty Conscience
Guilty Conscience (englisch für „Schlechtes Gewissen“) ist ein Lied des US-amerikanischen Rappers Eminem, das er zusammen mit seinem Entdecker und Produzent Dr. Dre aufnahm. Der Song ist die vierte Single seines zweiten Studioalbums The Slim Shady LP und wurde am 8. Juni 1999 veröffentlicht. Außerdem ist das Lied auf Eminems Best-of-Album Curtain Call: The Hits enthalten.

## Inhalt
| Liedteil   | Künstler           |
| Intro      | Mark Avery         |
| 1. Strophe | Dr. Dre und Eminem |
| Interlude  | Mark Avery         |
| 2. Strophe | Eminem und Dr. Dre |
| Interlude  | Mark Avery         |
| 3. Strophe | Dr. Dre und Eminem |

In Guilty Conscience liefern sich Dr. Dre und Eminem ein Duell als Gut und Böse. Dabei übernimmt Eminems Alter Ego Slim Shady die Rolle des Teufels und Dr. Dre die Rolle des Engels bei der Entscheidungsfindung von verschiedenen Personen. Der Song enthält drei unabhängige Situationen, die jeweils von dem Erzähler Mark Avery eingeleitet werden, bevor beide Künstler abwechselnd ihre Argumente zur Beeinflussung der Personen rappend vortragen.
Die erste Geschichte handelt von Eddie, einem 23-jährigen, frustrierten Mann, der sich entscheidet, einen Getränkemarkt zu überfallen, als sein schlechtes Gewissen ins Spiel kommt: Dr. Dre rappt, dass Eddie an die Konsequenzen seines Handelns denken soll, worauf Slim Shady entgegnet, er solle sein Vorhaben umsetzen und sich anschließend bei seiner Tante verstecken beziehungsweise sich mit deren Sachen verkleiden. Dre meint, dass dies nicht funktionieren wird, da Eddie in der gesamten Nachbarschaft erkannt werden würde, wogegen Slim Shady kontert, dass er dringend Geld bräuchte und er der Ladenbesitzerin scheißegal wäre. Der Ausgang dieser Situation bleibt offen, nachdem Dre meint, Eddie solle nicht auf Eminem hören.
In der zweiten Story hat der 21-jährige Stan ein junges Mädchen auf einer Party kennengelernt und macht nun mit dieser in einem Zimmer rum: Slim Shady sagt, er solle ihr etwas ins Glas geben und fordert Stan zu einem Date Rape auf. Dre entgegnet, dass das Mädchen erst 15 Jahre alt sei und er sie nicht missbrauchen solle, woraufhin Eminem erwidert, sie sei reif genug und Stan solle ohne Kondom mit ihr schlafen. Nun äußert Dr. Dre Bedenken bezüglich HIV und einer möglichen Gefängnisstrafe wegen Vergewaltigung, was Slim Shady kontert, indem er sagt, dass das Mädchen sich an nichts mehr erinnern könne, wenn Stan rechtzeitig nach dem Sex verschwindet. Auch diese Handlung besitzt ein offenes Ende.
Die letzte Geschichte handelt von dem 29-jährigen Bauarbeiter Grady, der nach einem langen Arbeitstag nach Hause kommt und seine Frau beim Fremdgehen erwischt. Während Dre beruhigend auf ihn einredet, hetzt Slim Shady Grady auf und sagt, dass alles eindeutig sei und er seiner Lebensgefährtin den Hals durchschneiden solle. Dr. Dre sucht nach Erklärungen und Eminem antwortet sarkastisch, ob sie stolperte und auf den Penis ihres Liebhabers gefallen sei. Nun appelliert Dre, an ihr gemeinsames Kind zu denken, bevor Grady etwas Falsches tue. Slim Shady entgegnet, er solle seine Frau umbringen und das Kind anschließend entführen. Dabei erinnert Eminem auch an Dr. Dres gewalttätige Vergangenheit in der Rapgruppe N.W.A., woraufhin dieser merkt, dass er unglaubwürdig ist und seine Meinung ändert. Dre fordert Grady nun auf, seine Waffe zu holen und beide zu erschießen. Anschließend sind zwei Schüsse zu hören und das Lied endet.

## Produktion und Sample
Den Beat des Liedes produzierten Dr. Dre und Eminem zusammen. Dabei verwendeten sie ein Sample des Songs Go Home Pigs von Ronald Stein.

## Musikvideo
Bei dem zu Guilty Conscience gedrehten Video führten Philip Atwell und Dr. Dre Regie. Im Gegensatz zur Albumversion des Liedes enthält es einen Refrain, der, während der Erzähler spricht, im Hintergrund abläuft und von imaginären Stimmen handelt, denen man folgt. Der Erzähler unterscheidet sich ebenfalls und wird von Robert Culp gespielt.
Das Video stellt die Szenen um Eddie, Stan und Grady nach, auf die sich das Lied inhaltlich bezieht. Dabei wird die Bullet-Time-Technik verwendet und die jeweilige Situation angehalten, wobei sich die Kamera drehend um das Geschehen bewegt. Während die Personen bewegungslos im Bild verweilen, tauchen Eminem und Dr. Dre auf und rappen ihre Verse in Richtung der angesprochenen Person, deren Gewissen sie darstellen. Anders als im Song kann man im Video sehen, wie die ersten beiden Konflikte enden. So behält Dre bei Eddie die Oberhand, da dieser von seinem Vorhaben, den Kiosk zu überfallen, Abstand nimmt und umkehrt. Die zweite Szene entscheidet Slim Shady für sich und überredet Stan dazu, mit dem minderjährigen Mädchen zu schlafen. Bei der dritten Geschichte hört man die Schüsse von Grady am Ende, während man die Fenster des Hauses von draußen aufleuchten sieht.

## Single

### Covergestaltung
Es existieren zwei verschiedene Singlecover. Das eine zeigt diverse Bilder aus dem Musikvideo und enthält schwarz auf weiß die Schriftzüge Eminem am oberen Bildrand und zentral Guilty Conscience Featuring Dr. Dre. Das andere ist in lila Farbtönen gehalten und zeigt Eminem, sich eine Hand vor die Stirn haltend. Am oberen Bildrand stehen in weiß die Schriftzüge Eminem "Guilty Conscience" featuring Dr. Dre und am unteren Bildrand produced by Dr. Dre.

### Chartplatzierungen
Guilty Conscience erreichte in den deutschen Charts Platz 40 und konnte sich sieben Wochen in den Top 100 halten. Den größten Erfolg feierte der Song mit Rang 5 in Großbritannien.
| ChartsChartplatzierungen     | Höchstplatzierung | Wochen |
| ---------------------------- | ----------------- | ------ |
| Deutschland (GfK)            | 40 (7 Wo.)        | 7      |
| Vereinigtes Königreich (OCC) | 5 (8 Wo.)         | 8      |

### Auszeichnungen für Musikverkäufe
Für mehr als eine Million verkaufte Exemplare erhielt Guilty Conscience im Jahr 2022 in den Vereinigten Staaten eine Platin-Schallplatte. Im Jahr 2025 wurde es für über 600.000 Verkäufe auch im Vereinigten Königreich ebenfalls mit einer Platin-Schallplatte ausgezeichnet.

| Land/Region                  | Auszeichnungen für Musikverkäufe (Land/Region, Auszeichnung, Verkäufe) | Verkäufe  |
| ---------------------------- | ---------------------------------------------------------------------- | --------- |
| Australien (ARIA)            | Platin                                                                 | 70.000    |
| Vereinigte Staaten (RIAA)    | Platin                                                                 | 1.000.000 |
| Vereinigtes Königreich (BPI) | Platin                                                                 | 600.000   |
| Insgesamt                    | 3× Platin ·                                                            | 1.670.000 |

Hauptartikel: Eminem/Auszeichnungen für Musikverkäufe
Bei den Grammy Awards 2000 wurde Guilty Conscience in der Kategorie Best Rap Performance by a Duo or Group nominiert, unterlag jedoch dem Lied You Got Me von The Roots und Erykah Badu.